# Festival de la Cançó Mediterrània 1962
El IVt Festival de la Cançó Mediterrània va celebrar-se els dies 22, 23 i 24 de setembre de 1962, dins del programa de les festes de la Mercè, al Palau Municipal d'Esports de Barcelona per segon any consecutiu davant d'un públic de més de 5.000 persones. L'edició fou retransmesa per Ràdio Nacional d'Espanya (RNE), Televisió Espanyola (TVE) i la xarxa Eurovisió per a l'estranger vers un públic potencial de milions de persones. Els presentadors de la gala van ser Federico Gallo, María del Puy i Nieves Navarro. Durant la primera i segona jornada, respectivament, s'interpretaren tretze cançons i es votaren les finalistes interpretades la tercera jornada. En aquesta edició, a més d'augmentar el nombre de cançons seleccionades (de 22 a 26), augmentaren els països participants amb l'entrada de Malta, Mònaco i Xipre sent Malta l'únic d'ells que es classificà per a la final.
La cançó guanyadora fou "Nubes de Colores", obra d'Algueró i Guijarro interpretada per José Guardiola i Monna Bell. Tot i ser la primera vegada que Espanya guanyava el festival, aquesta fou una de les edicions més controverses, si no la que més. El dia següent a la final, el resultat fou anulat en descobrir-se més paperetes de vot dipositades que espectadors: en no haver-hi diferència entre les paperetes de les semifinals i la final, alguns espectadors que no hi havien votat a les semifinals van fer vot múltiple a la final. Cada espectador podia votar fins a tres temes que haguessin estat del seu gust. L'organització va decidir considerar finalistes per igual a les deu cançons seleccionades sense dret a cap ordre de classificació més enllà de la seva condició de finalistes. Segons La Vanguardia Española, el control, recompte de vots i publicació dels resultats va ser a càrrec del Patronat d'Apostes Mutues Esportiu-Benèfiques de la Diputació Provincial de Barcelona i de Daniel Danés, membre de l'Il·lustre Col·legi de Notaris de Barcelona.
Com les passades edicions, cada cançó havia de ser interpretada dues vegades: en versió melòdica acompanyada de gran orquestra i en versió "jazz" amb una orquestra més petita (l'Orquestra Maravella). Fora de concurs, durant els interludis, actuaren l'artista italiana Milva, l'espanyola Nati Mistral i el nord-americà Andy Russell. També durant el descans van fer una exhibició els "Sbandieratori" d'Arezzo, a Itàlia. Al tancament del festival els cors de RNE i les dues orquestres conjuntament van interpretar la sardana "Les Campanes ens fan Companyia", encarregada per RTVE com a homenatge al festival i a les festes de la Mercè, amb música del mestre Rafael Ferrer Fitó i lletra de Josep Maria Espinàs.
Entre la plèiade d'il·lustres assistents de costum podem esmentar a l'Alcalde de Barcelona, José María de Porcioles; diversos regidors de l'ajuntament; l'Alcalde de Roma i senyora, Glauco Della Porta; el Primer Tinent d'Alcalde de Sanremo; el Director General de Radiodifusió i Televisió, Roque Pro Alonso; el sub-director general de Radiodifusió i Televisió, Luis Ezcurra Carrillo; el Delegat Provincial d'Informació i Turisme, Doctor Jaime Delgado Martín; els delegats de turisme italià i francès; etc.

## Directors d'orquestra
- Espanya: Lluís Ferrer i Puigdemont i Josep Casas Augé
- França: Jean Claudric
- Grècia: Kostas Kapnisis
- Itàlia: Gianni Fallabrino
- Malta: Gianni Fallabrino
- Mònaco: Jean Claudric
- Xipre: Kostas Kapnisis

## Participants i resultats
| País    | Itèrpret 1         | Intèrpret 2           | Cançó                    | Punts | Posició |
| País    | Compositor         | Lletrista             | Cançó                    | Punts | Posició |
| ------- | ------------------ | --------------------- | ------------------------ | ----- | ------- |
| Espanya | José Guardiola     | Monna Bell            | Nubes de Colores         | 3.307 | 1r      |
| Espanya | Augusto Algueró    | Antonio Guijarro      | Nubes de Colores         | 3.307 | 1r      |
| França  | Laura Casale       | Geoges Blaness        | Je t'aime, je t'aime     | 2.822 | 2n      |
| França  | Colette Mansar     | Pierre Cour           | Je t'aime, je t'aime     | 2.822 | 2n      |
| Espanya | Salomé             | Ramon Calduch         | La muralla de Berlín     | 2.654 | 3r      |
| Espanya | Vicente Sabaté     | Juan Serra Campa      | La muralla de Berlín     | 2.654 | 3r      |
| Espanya | Lita Torelló       | José Guardiola        | Tierra Gris              | 2.560 | 4t      |
| Espanya | Jordi Domingo      | Jordi Domingo         | Tierra Gris              | 2.560 | 4t      |
| Malta   | Ennio Sangiusto    | Ennio Sangiusto       | Bricciole di Luna        | 2.241 | 5è      |
| Malta   | Johnny Cassar      | Johnny Cassar         | Bricciole di Luna        | 2.241 | 5è      |
| Itàlia  | Giorgio Consolini  | Ella Mari Passino     | La Solita Storia         | 1.958 | 6è      |
| Itàlia  | Eugenio Calzia     | Eugenio Calzia        | La Solita Storia         | 1.958 | 6è      |
| Itàlia  | Ennio Sangiusto    | Daniella Dani         | Rivivere                 | 1.545 | 7è      |
| Itàlia  | Glauco Rosignoli   | Corso Piave           | Rivivere                 | 1.545 | 7è      |
| França  | Jean Philippe      | Georges Blaness       | Toi seule au monde       | 1.279 | 8è      |
| França  | Hubert Giraud      | Marc Fontenois        | Toi seule au monde       | 1.279 | 8è      |
| Espanya | Lolita Garrido     | Dúo Dinámico          | Balada Gitana            | 1.205 | 9è      |
| Espanya | Manuel de la Calva | Ramón Arcusa          | Balada Gitana            | 1.205 | 9è      |
| Espanya | Gelu               | Santy                 | Alguien                  | 753   | 10è     |
| Espanya | Alfredo Doménech   | Alfredo Doménech      | Alguien                  | 753   | 10è     |
| Espanya | Gelu               | Miguel Amador         | La Otra Mitad            | n/a   | *       |
| Espanya | Fina de Calderón   | Fina de Calderón      | La Otra Mitad            | n/a   | *       |
| Xipre   | Pamela             | Pavlo Patakas         | Ego Thaperimeno          | n/a   | *       |
| Xipre   | Paul Csapo         | Marco Georgious       | Ego Thaperimeno          | n/a   | *       |
| Espanya | Salomé             | Lolita Garrido        | Del Mismo Pan            | n/a   | *       |
| Espanya | García Segura      | García Segura         | Del Mismo Pan            | n/a   | *       |
| França  | Frida Boccara      | John Williams         | C'est l'Amour            | n/a   | *       |
| França  | André Grassic      | Jeannine Schmidt      | C'est l'Amour            | n/a   | *       |
| Grècia  | Mary Lo            | Nádia Konstandopoulou | Adio Chara Moy           | n/a   | *       |
| Grècia  | T. Moracis         | K. Kofionitis         | Adio Chara Moy           | n/a   | *       |
| Itàlia  | Rocco Montana      | Anna Maria            | Come, Dove, Quando       | n/a   | *       |
| Itàlia  | Franco Nebbia      | Filipo Bellobuono     | Come, Dove, Quando       | n/a   | *       |
| Mònaco  | Alain Barrière     | France Pieri          | C'est Terrible l'Amour   | n/a   | *       |
| Mònaco  | Charles Dumont     | Robert Gall           | C'est Terrible l'Amour   | n/a   | *       |
| França  | Jean Philippe      | Laura Casale          | Si Tu Savais             | n/a   | *       |
| França  | Georges Liferman   | Christ Argelies       | Si Tu Savais             | n/a   | *       |
| Itàlia  | n/a                | n/a                   | Non Ha Paura de la Notte | n/a   | *       |
| Itàlia  | n/a                | n/a                   | Non Ha Paura de la Notte | n/a   | *       |
| França  | n/a                | n/a                   | Rose de Sang             | n/a   | *       |
| França  | n/a                | n/a                   | Rose de Sang             | n/a   | *       |
| Espanya | n/a                | n/a                   | Torneo                   | n/a   | *       |
| Espanya | n/a                | n/a                   | Torneo                   | n/a   | *       |
| Grècia  | n/a                | n/a                   | Ghia sena agapi mou      | n/a   | *       |
| Grècia  | n/a                | n/a                   | Ghia sena agapi mou      | n/a   | *       |
| Mònaco  | n/a                | n/a                   | Quand le jour est venu   | n/a   | *       |
| Mònaco  | n/a                | n/a                   | Quand le jour est venu   | n/a   | *       |
| Espanya | n/a                | n/a                   | Un Sueño de Amor         | n/a   | *       |
| Espanya | n/a                | n/a                   | Un Sueño de Amor         | n/a   | *       |
| Itàlia  | n/a                | n/a                   | Come sempre              | n/a   | *       |
| Itàlia  | n/a                | n/a                   | Come sempre              | n/a   | *       |
| Grècia  | n/a                | n/a                   | Svinoum Tasteria         | n/a   | *       |
| Grècia  | n/a                | n/a                   | Svinoum Tasteria         | n/a   | *       |